# ابن الرقام الأوسي
ابن الرقام محمد بن إبراهيم المرسي الأندلسي الأوسي كان عالمًا أندلسيًّا وعربيًّا من القرن الثالث عشر، في الفلك والرياضيات، وكان طبيبًا وعالم دين وفقيهًا سُنيًّا.

## سيرته
وُلد أبو عبد الله بن الرقم في مرسية عام 1250، من عائلة عربية، نسبتها الأوسي، على الأرجح من قبيلة بني أوس، ونشأ فيها وتعلم فيها حتى سقطَت، وغزَت قشتالة مدينته عام 1266. غادر حينئذٍ مرسية إلى مدينة بجاية، في الجزائر الحالية، وعاش هناك حتى ذهب إلى تونس وقضى بعض الوقت هناك في كتابة بعض كتبه. في وقت لاحق من حياته، استقر في غرناطة، عاصمة إمارة غرناطة، بعد أن تلقى دعوة من حاكم غرناطة محمد الثاني.
على الرغم من أن ابن الخطيب قد نسب العديد من الأعمال إليه، إلا أن ثلاثة منها فقط قد نجت في شكل موجود. اثنان من هذه الأعمال عبارة عن جداول فلكية متشابهة في كل من الموضوع والمحتوى. ومع ذلك، توجد اختلافات في خطوط العرض، حيث تم إنشاء الجداول لتكييف إحداثيات منطقتين مختلفتين ، بجاية وتونس. أما العمل الثالث، «رسالة في علم الزلال»، فهو بحث مهم في المزولات، وهو الوحيد من نوعه الذي نجا من محرقة الأندلس.

## أعماله

### الفلك
- الفنس الريك
- رسالة في علم الحلال: توجد نسخة منها في الإسكوري الأول رقم (7/913) والرقم الثاني (12/918).
- الزيج القويم في فن التأييد والتقويم: توجد نسخة منه في المكتبة العامة بالرباط رقم (260).
- تعديل مناخ الأحلات
- الزيج المستوفي

### الطب
- الكتاب العظيم
- كتاب الحيوانات والخواص
- ملخص الاختصاص (أو الاختصار) في معرفة الصلاحيات والممتلكات.
- معالجة الأمراض.
- التأليف في الطب: ويتكون من جزأين. وتوجد نسخة منه في الخزينة العامة بالرباط برقم (2667).

### فقه التشريع
- أبكر الأفكار في الأصول.
- تلخيص المباحث

### الرياضيات
- الطنبية والتبصير في قواعد التكسير: توجد نسخة منه في الخزينة الحسانية بالرباط رقم (4749).

### الزراعة
- كتاب الفلاحة النبطية: اختصر فيه كتاب الفلاحة النبطية لابن وحشية (ت 296هـ). ويوجد نسخة منه في الخزانة العامة بالرباط برقم(1681د).[6]

## طالِع أيضًا
- علم الفلك في عصر الحضارة الإسلامية
- مزولة
- ابن الهائم الإشبيلي